# Поляна (Винницкая область)
Поляна (укр. Поляна) — село на Украине, находится в Шаргородском районе Винницкой области.
Население по переписи 2001 года составляет 98 человек. Почтовый индекс — 23502. Телефонный код — 4344.
Занимает площадь 0,246 км².

## Адрес местного совета
23500, Винницкая область, Шаргородский р-н, м. Шаргород, ул. Поштова, 13